# 限界状況
限界状況（げんかいじょうきょう、英: limit situation、独: Grenzsituation）とは、カール・ヤスパースの実存哲学における用語のひとつで、ヤスパース哲学の起点となった基本概念。極限状況（きょくげんじょうきょう）とも訳される。
現存在としての人間が、いかなる人間の力や科学技術の力をもってしても克服できない、逃れることのできない状況、すなわち、これは人間を限界づけている普遍的な状況である。死、苦、争、責、由来、偶然など、われわれの日常的現実を粉砕してしまう状況のことである。

## 概要
限界状況とは、具体的には、自分はいずれ死ななければならない（死）とか、思い悩むことから逃れられない（苦悩）とか、自分は闘わなければならない（闘争）とか、あるいは、意識的にも無意識的にも罪を犯すことから免れない（罪責、原罪）ということである。これらの状況は普通の状況と異なり、変化することがなく、意志や努力によって変えることのできない、人間存在にとって巨大な壁となって立ちふさがる状況であり、人はただそれに衝突し、挫折するほかない。それは時代や民族、あるいはどのような個人にとっても免れることのない点で普遍的である。
限界状況の典型例が「自己の死」である。人は、それに突き当たることによって、各人がそれまで意識していた自己自身の存在に対する確実性の挫折を自覚させられる。ヤスパースによれば、人は普段は気晴らしなどにふけることによって、実はすでに前提として限界状況のうちにあるのだということを忘れてしまっているとしている。そして、壁に突き当たって挫折する経験は、人をして頼るべきもののない孤独と絶望とに突き落としてしまう。しかし、このように限界状況に直面したときにこそ「実存的まじわり」や「超越者との出会い」によって、人は実存に目覚めるのであると主張した。

## 歴史とのかかわり
ヤスパースは、紀元前500年前後の数百年にわたって展開された「枢軸時代」における事実とは、「限界状況における人間存在の原則が突如として出現した事実」にほかならないと述べている。その事実を「破開（ドゥルヒブルツフ）」と形容している。そして、これは世界中のいたるところで現れたものではなく、3つの源流が占める狭い空間、すなわち中国、インド、西洋（主にギリシャとパレスティナをさしている）から生じた歴史的事実であることを強調している。